# Nedre Stocketjärnen
Nedre Stocketjärnen är en sjö i Färgelanda kommun i Dalsland och ingår i Örekilsälvens huvudavrinningsområde.